# Typhlocirolana ichkeuli
Typhlocirolana ichkeuli är en kräftdjursart som beskrevs av Ghlala, Della Valle och Messana 2009. Typhlocirolana ichkeuli ingår i släktet Typhlocirolana och familjen Cirolanidae. Inga underarter finns listade i Catalogue of Life.